# Mikołaj Napadiewicz-Więckowski
Mikołaj Napadiewicz-Więckowski (ur. 9 marca 1779 w Uwiśle, zm. 11 kwietnia 1845 we Lwowie) – polski prawnik, dziekan i rektor Uniwersytetu Lwowskiego, filozof i teoretyk prawa, honorowy obywatel Lwowa.

## Życie
Pochodził z rodziny chłopskiej. Uczył się w szkołach w Zbarażu i Brzeżanach. Od 1804 studiował filozofię i prawo na Uniwersytecie Lwowskim, 16 listopada 1807 uzyskał tytuł doktora nauk prawnych na Uniwersytecie Krakowskim. W 1809 został nauczycielem logiki, etyki i filozofii w Liceum Lwowskim (od 1805 nazwa Uniwersytetu Lwowskiego) . 
W latach 1810–1828 był adwokatem krajowym przy sądzie szlacheckim we Lwowie. W 1813 ozpoczął na nowo nauczanie filozofii w Liceum Lwowskim. Wraz z reaktywacją Uniwersytetu (1817) uzyskał na nim doktorat z filozofii (bez egzaminu). Był zwolennikiem filozofii Leibniza, którego uznawał za twórcę wielkiego, systemu metafizycznego, przezwyciężającego kartezjańskie dualizm. Swoje wykłady opierał na pracach Leibniza i jego ucznia, Johanna Georga Heinricha Federa .
W 1825 przeszedł do Wydziału Prawa Uniwersytetu Lwoskiego, zajmując Katedrę Prawa Natury i Prawa Kryminalnego, którą sprawował do 1845. Uczył tam prawa natury, prawa kryminalnego, prawa austriackiego i międzynarodowego.  W latach 1820, 1825, 1830 był dziekanem Wydziału Prawa. W latach 1828–1829 pełnił funkcję rektora uczelni i z racji pełnienia tej funkcji brał udział w Sejmie Postulatowym, rozstrzygającym sprawy Uniwersytetu .
W 1811 ożenił się z Franciszką z Choleckich, z którą miał dwóch synów: Edwarda (zm. 1881, radcę Najwyższego Trybunału w Wiedniu) i Aleksandra (dra prawa).
W 1823 w uznaniu zasług publicznych, otrzymał honorowe obywatelstwo Lwowa. W 1834 otrzymał od cesarza Ferdynanda I tytuł szlachecki pierwszego stopnia i zaczął używać nazwiska Więckowski.
Został pochowany w Więckowicach.